# Cratere Bes
Bes è un cratere sulla superficie di Ganimede.